# Émilie Alvin
Émilie Alvin née le 13 juin 1874 à Bruxelles et morte le 17 avril 1963 à Ixelles, est une infirmière belge particulièrement investie dans la sphère coloniale, et la fondatrice de l'Union des femmes coloniales.

## Biographie
Émilie Pauline Louise Alvin naît dans une famille libérale. Sa mère est Jenny Orts, fille d'Auguste Orts, et son père est Louis Alvin, ingénieur des mines qui participe à la fondation de l'école polytechnique de Bruxelles. En 1892, Émilie Alvin épouse le peintre Léon Dardenne, avec qui elle a trois filles. Elle se sépare de son mari en 1900 et elle devient veuve en 1912,. Elle crée à Middelkerke l'institut Dardenne qui accueille des malades, peut-être pour subsister.

### Implication durant la Première Guerre mondiale
Durant la Grande guerre, elle occupe différentes fonctions, en arrière comme sur le front. Elle fait du ravitaillement et elle fonde en 1915 le Bureau belge pour les prisonniers de guerre à Paris, dont elle est secrétaire. Elle travaille également pour l'Aide civile et militaire, à l’hôpital de Poperinghe. En France, elle s'occupe d'une colonie pour enfants de Corrèze, créée par la reine Élisabeth, home qu'elle dirige avec sa fille Jeanne,.

### Entre deux-guerres et période coloniale
Elle est envoyée au Congo belge en 1920 et 1921 pour réaliser un rapport sur la condition des femmes dans la colonie, pour le Fonds spécial du roi. Elle fonde en 1923 l'Union des femmes coloniales, structure au service de la colonisation du Congo, qui prend la forme de comités locaux et qui a pour but d'améliorer la condition des femmes belges et indigènes dans la colonie. L'année suivante, elle est nommée directrice de la Croix-Rouge du Congo, fonction qu'elle occupe jusqu'en 1938. Sa fille Jacqueline en est la secrétaire jusqu'à son décès en 1928, tandis que son cousin Pierre Orts en est le président,. Elle publie dans le Bulletin de l’Union des Femmes Coloniales., fait des conférences et des rapports sur la situation sanitaire au Congo.
Elle fait partie de plusieurs autres organisations. À partir de 1932, elle devient vice-présidente de la section coloniale du Lyceum Club, dont le but est de rassembler des femmes colons et de donner des conférences sur le thème colonial. En 1935 elle devient membre de la Commission pour la protection des arts et métiers indigènes du Congo belge. 

### Retraite
Elle prend sa retraite en 1938. Elle meurt en Belgique à Ixelles.

## Distinctions
- Officier de l'ordre de Léopold II
- Chevalier de l’ordre royal du Lion
- Chevalier de l'ordre de la Couronne.
- Médaille d’or de la Croix-Rouge avec barrettes d’argent